# Fleet Radio Unit Melbourne

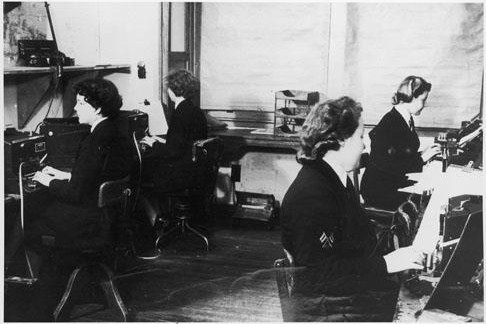
Image de la code room de la Fleet Radio Unit, Melbourne

La Fleet Radio Unit, Melbourne (FRUMEL) est une unité inter-alliée (États-Unis, Australie, Royaume-Uni) de renseignements transmissions, fondée à Melbourne, Australie pendant la Seconde Guerre mondiale.

## Historique
Avec la Station HYPO (ou FRUPAC) d'Hawaii, la Station FRUMEL est l'une des deux "Fleet Radio Units", unités inter-alliées de renseignements transmissions de la guerre du Pacifique. Organisation inter-marines, FRUMEL est subordonnée au commandement de la 7e flotte, tandis que le Central bureau de Melbourne (plus tard Brisbane) est rattaché au quartier-général allié du Sud-Ouest Pacifique.

### Composition
Installé aux immeubles Monterey Apartments de Queens Road, Melbourne, début 1942, FRUMEL comprend trois équipes.
- D'abord, l'unité de 75 décrypteurs du lieutenant de vaisseau Fabian, évacuée de la station CAST (Corregidor).
- Ensuite, la petite unité de cryptographie du capitaine de frégate Eric Nave, marine australienne, mutée de la caserne Victoria en février 1942. L'équipe de Nave comprend un noyau de marins flanqués d'universitaires, linguistes et mathématiciens. Parmi eux, Arthur Dale Trendall, Athanasius Treweek, Eric Barnes, Jack Davies et Ronald Bond[1].
- Enfin, le trio des linguistes du Foreign Office (Henry Archer, Arthur Cooper et Hubert Graves), plus du personnel de soutien de la Royal Navy évacué de Singapour, en particulier du Far East Combined Bureau (FECB).

En 1942, FRUMEL reçoit des machines IBM à cartes perforées qui remplacent l'équipement perdu à Corregidor.

### Discorde
Nave et Fabian s'entendent mal. Finalement, Nave rejoint le Central Bureau de Brisbane. D'après Jenkins, sans perdre de temps, Fabian met à la porte les civils de Monterey, surtout des épouses de militaires britanniques évacuées de Singapour. Il vire les diplomates, tels Cooper et Archer. Il semble avoir réussi à éjecter Nave, qui part au Central Bureau, unité de décryptage inter-alliée de Brisbane. Ceux qui, comme Jamieson (seconde recrue de Nave) et Treweek, ont de bons rapports avec les Américains, restent à FRUMEL pendant toute la guerre.
Fabian et son adjoint Lietweller sont sur la passerelle 24 heures par jour. Fabian est un « professionnel de haut niveau, de mine autoritaire, avec un soupçon de raffinement "vieille Europe" » malgré sa naissance à Butte, Montana. Mais il « considérait toute coopération avec quiconque était étranger à l'US Navy ou sous son commandement comme un bris de sécurité ». Un officier supérieur britannique dit que l'atmosphère de FRUMEL était « Ce qui est à moi est à moi, ce qui est à toi, on partage ». Fabian (soutenu par l'amiral Redman, chef des transmissions de l'US Navy) n'échange pas d'informations avec le Central Bureau de l'armée de terre.

## Stations d'interception
Ces trois stations navales assurent les interceptions et la goniométrie, mais pas la cryptographie.
- Park Orchards, à Melbourne
- HMAS Harman, près de Canberra
- HMAS Coonawarra, près de Darwin